# NGC 3246
NGC 3246 je prečkasta spiralna galaktika u zviježđu Sekstantu.

## Vanjske poveznice
- (eng.) SEDS: NGC 3246
- (eng.) Revidirani Novi opći katalog
- (eng.) Izvangalaktička baza podataka NASA-e i IPAC-a
- (eng.) Astronomska baza podataka SIMBAD
- (eng.) VizieR